# باغ أنجيرك (زيلايي)
باغ أنجیرك (بالفارسية: باغ انجیرک) هي قرية تقع في إيران في قسم زیلایی الريفي. يقدر عدد سكانها بـ 31 نسمة بحسب إحصاء 2016.